# Maria Steinach (Kloster)

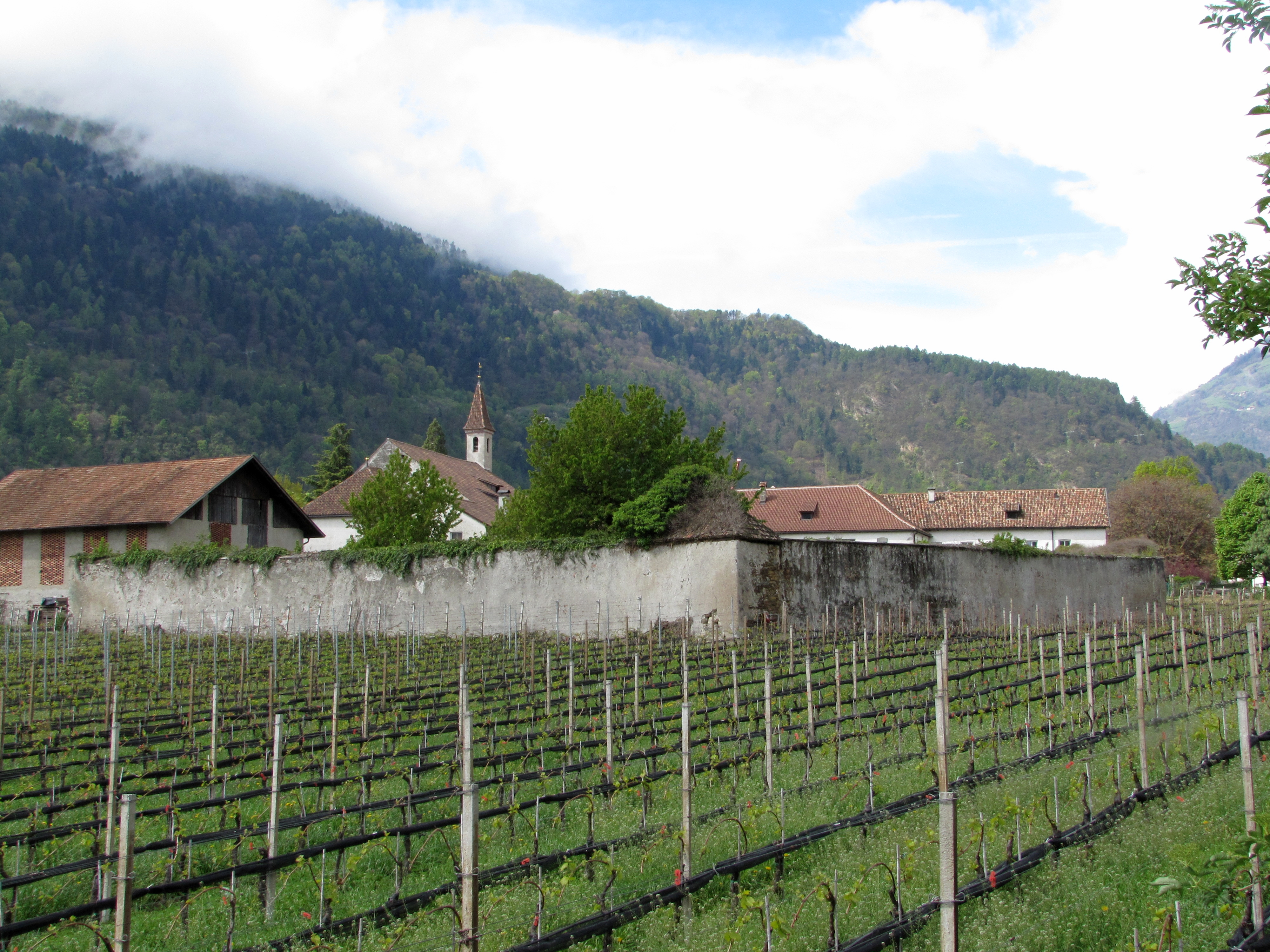
Maria Steinach

Das Kloster Maria Steinach befindet sich in Algund in Südtirol. Es wurde um das Jahr 1243 von Adelheid, der Tochter Alberts III. von Tirol als Dominikanerinnenkloster gestiftet und unterstand dem Bischof von Chur.
1782 wurde das Kloster im Rahmen der Josephinischen Kirchenreform aufgehoben, seit 1848 von Dominikanerinnen erneut als Kloster geführt (seit 2018 mit dem Dominikanerinnenkloster Lienz vereint).